# Moravské zemské barvy

Moravské zemské barvy. Trikolóra odvozená z barev moravské orlice

Varianta moravských zemských barev v letech 1848-1918. Trikolóra odvozená z barev červenozlatě šachované zlatě korunované orlice s červeným/zlatým jazykem a zbrojí v modrém poli

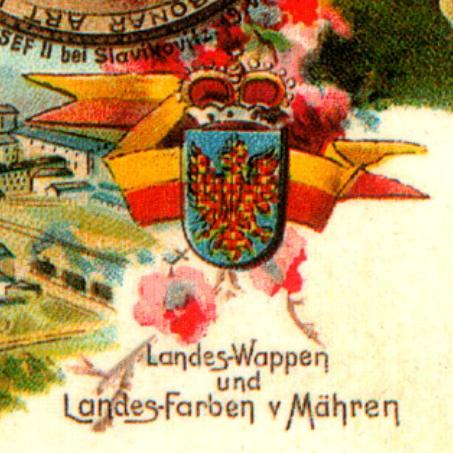
Příklad vyobrazení moravských barev spolu s moravským znakem na pohlednici z roku 1890

Moravské zemské barvy jsou barvy, které jsou spojeny se symboly Moravy.
Moravské zemské barvy je nutné chápat v širším slova smyslu a nelze je spojovat jenom s užitím na jednom vybraném moravském symbolu (jako jsou například prapor nebo vlajka). Zemskými barvami je tedy možné rozumět např. barvy na zemském znaku, barvy na figuře, která je součástí zemského znaku, barvy na zemském praporu, barvy na výložkách či epoletách uniforem, ať už prýmky nebo výšivky, v zemských barvách byly např. vyvedeny celé uniformy. Často se zemskými barvami rozuměla jakákoliv výzdoba, obsahující barvy spojené se zemskými symboly: kokardy, girlandy, stuhy, fábory, tzv. fangle, květiny a svého času praporky pod střechami domů.. V zemských barvách bývaly provedeny i nátěry vlajkových stožárů.
Zemské barvy byly používány zemskými orgány rovněž na hraničních sloupech, mýtných závorách a jiných objektech jako symbol svrchovanosti.
Podle M. Hlinomaze se zemské barvy Moravy odvozovaly od zemského erbu. Vzhledem k tomu, že se během 19. století užívaly na Moravě paralelně dvě barevné verze zemského erbu byly zemské barvy v 19. století značně neustálené. Podle I. Štarhy se až do roku 1915 jednalo o bílou, červenou a modrou a mezi léty 1915 až 1918 o žlutou, červenou a modrou. Hlinomaz uvádí, že na Moravě existovala po většinu 19. století dvojkolejnost v užívání heraldických barev, což vedlo k tomu, že i zemské barvy se užívaly v bílé-červené a modré verzi a nebo v žluto-červené a modré verzi. V případě praporu je dochována po roce 1848 také žluto-červená verze (bikolóra). Podle dnes platné legislativy jsou barvami Moravy bílá, červená a modrá, jak uvádí I. Štarha.

## Dvě verze zemských barev

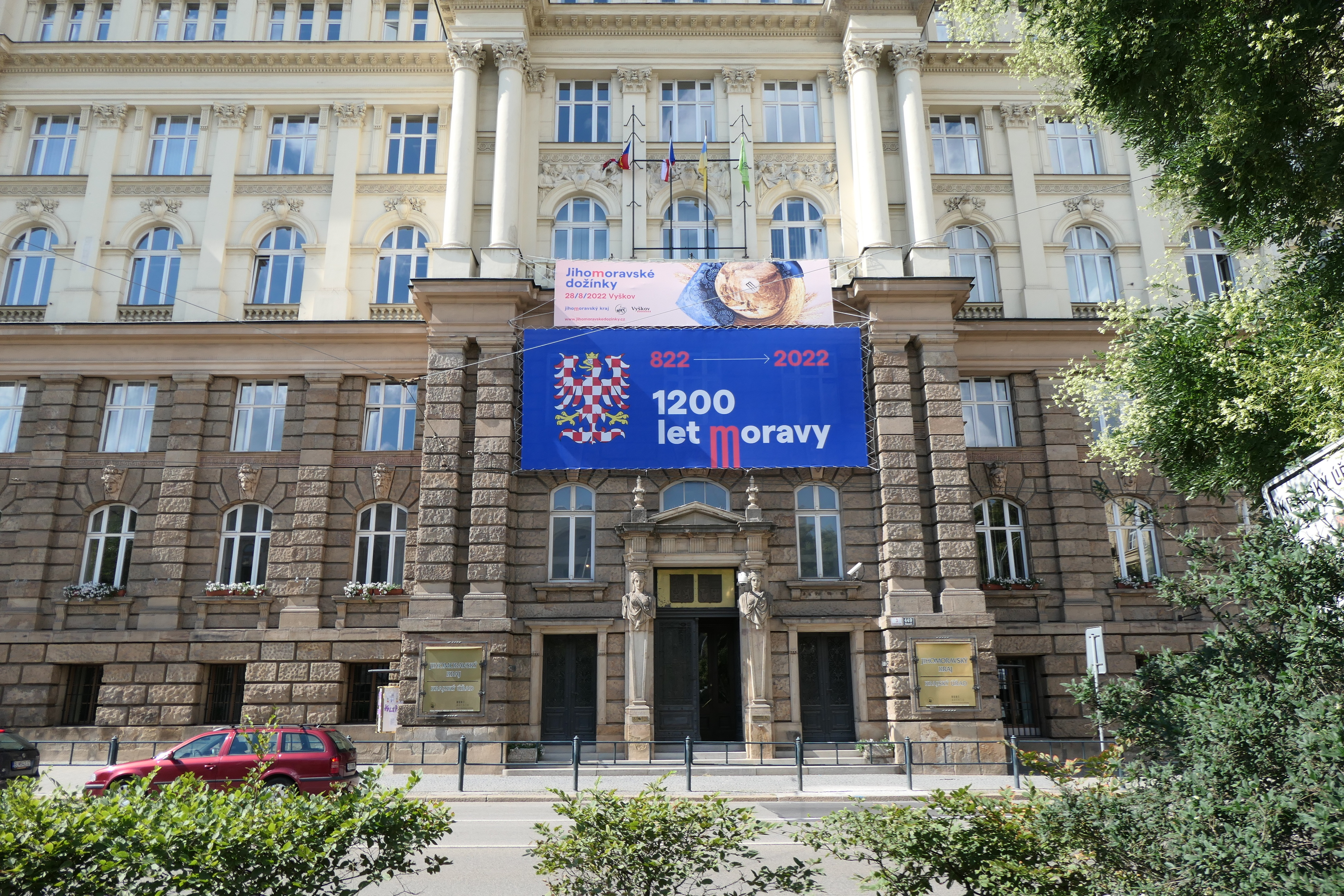
Transparent v moravských barvách umístěný u příležitosti výročí "1200 let Moravy", resp. první písemné zmínky o Moravanech, na budově Nového zemského domu v Brně, s moravskou orlicí a logotypem Jihomoravského kraje.

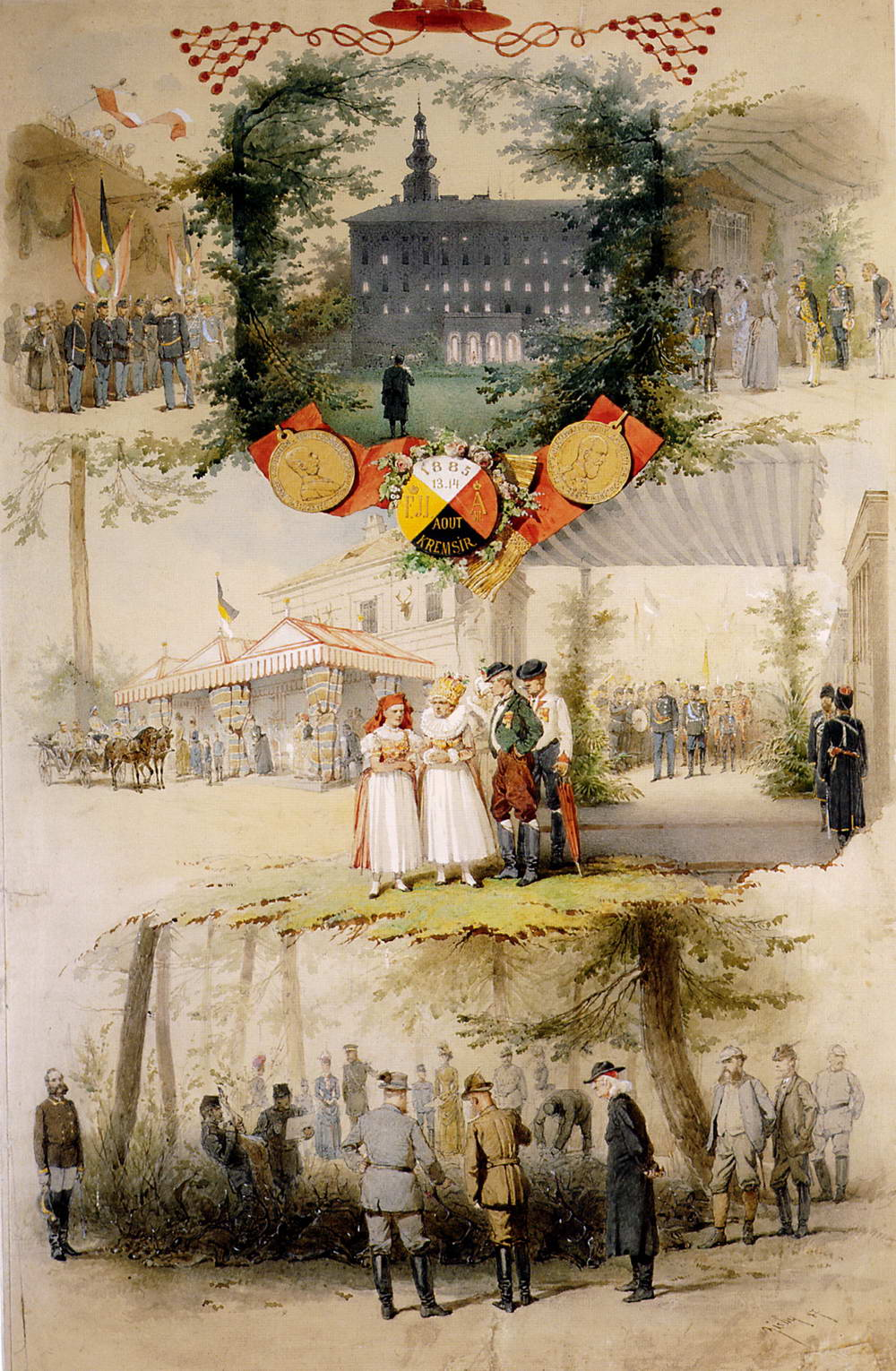
Černožluté (rakouské), červenobílé (moravské) a černožlutobílé (ruské) prapory na záběrech ze setkání císaře Františka Josefa I. s carem Alexandrem III. v Kroměříži v srpnu 1885.

Moravské zemské barvy bílá, červená a modrá vycházejí ze zemského znaku Moravy. Hlavními barvami Moravy jsou barva štítu (modrá) a barvy heraldické figury (červená a bílá jsou barvami šachování orlice), přičemž bílá tu reprezentuje stříbrnou barvu kovu na znacích a erbech.  Z právního hlediska bylo stříbrnočervené šachování (na modrém podkladu) v moravském znaku výslovně potvrzeno československým zákonem č. 252/1920 Sb.
V minulosti se objevily snahy o uplatnění takzvaného povýšení stříbrné barvy na zlatou, které se týkalo vlastního šachování orlice, nikoliv ale modré barvy pozadí moravského erbu. Tento požadavek staví na privilegiu císaře Friedricha III. z roku 1462, kterým císař změnil stříbrnou barvu moravské orlice na zlatou v rámci jeho snahy o podřízení Moravy říši a oslabení jejího spojení s Korunou českou. Toto privilegium Friedricha III. nevstoupilo podle I. Štarhy v platnost, protože ho neuznal a nepotvrdil český král. M. Hlinomaz ale tvrdí, že zmíněné privilegium měl potvrdit v roce 1479 Matyáš Korvín z titulu českého krále a moravského markraběte. I nadále byla ale většinou užívána stříbrnočerveně šachovaná orlice. Po roce 1628 ale habsburský panovník potvrdil v rámci ústavní reformy spojené s Obnoveným zřízením zemským privilegium Friedricha III. v rámci výčtu privilegii, které nejsou v rozporu s Obnoveným zřízením. Ani tato skutečnost ale neovlivnila podobu moravského znaku. Podle M. Hlinomaze se vedle sebe stále používaly obě formy barev a častěji je možné najít variantu stříbrnočervenou.
Podle dvorního dekretu Františka I. z roku 1807 měla být na zlatých náramenících uniformy moravských stavů sestávající z červeného kabátu, bílé vesty, modrých výložek, zdobené zlatým vyšíváním, vyšita červeno-stříbrně šachovaná orlice. Závěsník šavle, tradičně v heraldických barvách, je bílý a červený. Navzdory znění dekretu podepsaného císařem byl později v opisech jeho text a tím jeho výklad pozměněn. V této verzi se udává, že orlice má být červeno-zlatě šachována. Z toho se pak logicky dovozovalo, že takováto orlice by měla být i v zemském znaku. V roce 1836 se na říšském znaku Rakouska objevila znovu verze stříbrnočervená.
Následně v roce 1838 byla projednávána žádost moravských stavů o to, aby byla zlatá namísto stříbrné uvedená do říšského znaku v duchu privilegia Friedricha III. a císařského nařízení z roku 1807 týkajícího se stavovských uniforem. Tato žádost o nápravu zůstala ale bez větší odezvy až do 60. let 19. století.  Přesto ale c.k. dvorní kancelář už v roce 1838 uznala platnost Friedrichova privilegia, čímž se měla otázka moravského znaku právně vyjasnit, jak uvádí M. Hlinomaz.
V roce 1848 rozhodl moravský zemský sněm o tom, že zemskými barvami Moravy bude žlutá a červená. Jednání sněmu si obecně vysloužilo kritiku mezi českými nacionalisty, jejichž cílem bylo posílení jednoty zemí Koruny české, zatímco zemské sněmy dávaly přednost "zemsky samosprávným hlediskům". Proti barvám přijatým zemským sněmem se ohradili moravští Slované, jak o tom informovaly noviny Slovanská lípa v č. 8 z r. 1848 v článku na str. 32: "Většina dědin má barvy moravské, tj. bílé-modro-červené, co staromoravské barvy. Národ neuznává (- a sice právem -) sněmem brněnským vytvořené barvy červeno-žluté, které brněnské a Holomoučtí gardy přijaly..." Pokud moravský sněm ustanovil za zemské barvy žlutou a červenou: "přenáhlil se a chybil".
Postupný příklon ke zlaté barvě byl z hlediska vídeňského centra motivován národnostními problémy. V roce 1862 se objevila zpráva o tom, že při císařské návštěvě na Moravě bylo použití modro-bílo-červené barvy zemské vlajky Moravy přijato císařem a dvorem s nelibostí, protože šlo o "prapor slovanské svobody". Nicméně snahy o "nápravu" (tedy nahrazení stříbrné za zlatou barvu) neměly ve Vídni nakonec odezvu". Výsledkem byla nepřehledná situace, která trvala de fakto do roku 1880 respektive 1915.
V roce 1880 ministr vnitra hrabě Eduard Taaffe povolil Moravě užití zlaté barvy, i přestože barva oficiálně nebyla změněna na říšském znaku. Následně se zlatá barva objevila také v novém erbovníku rakousko-uherské monarchie Gerharda Ströhla (1890).
Ke konečnému potvrzení červené a žluté/zlaté došlo ale až v roce 1915, kdy barvy uznal ministerský předseda na základě dekretu císaře Františka Josefa I. Toto rozhodnutí souviselo s celkovou úpravou státního znaku Rakouska-Uherska a bylo inspirováno snahami o centralizaci monarchie v době války. Podle studie I. Štarhy lze dojít k závěru, že i přes neoficiální užití zlaté barvy moravskými zemskými a stavovskými orgány po roce 1807 došlo k jejímu právnímu uznání až v roce 1915. Oficiálně byly zemské barvy Moravy do roku 1915 bílá, červená a modrá. Od roku 1915 potom žlutá, červená a modrá. Tato poslední úprava platila do roku 1920 respektive 1918.

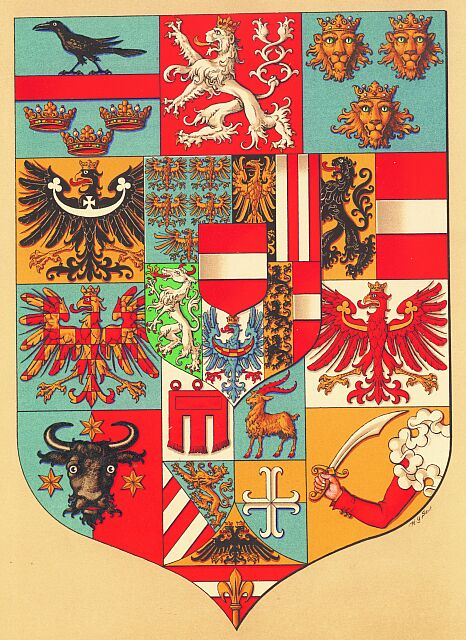
Střední znak Rakouska v rámci Rakouska-Uherska platný v letech 1915-1918.

Naproti tomu M. Hlinomaz uvádí, že po celé 19. století existovala na Moravě dvojkolejnost s ohledem na užití zemských barev. V souvislosti s užitím zemských barev mělo vliv nejenom zemské ale také národní hledisko. Obecně lze říci, že žlutočervený prapor, logicky odvozený od varianty moravského znaku z roku 1807 resp. 1838 a přijatý sněmem v roce 1848, byl oficiálně povolen úřady a pro podobnost s říšskými barvami měl také podporu, nikoliv ale výlučně, mezi německým obyvatelstvem Moravy. Naopak slovanské obyvatelstvo upřednostňovalo červeno-bílo-modrý prapor, který se odvozoval od starší formy moravského erbu. Později docházelo ke kompromisní kombinaci žluto-červené-modré.

Moravská orlice ve středním znaku Československa platném v letech 1918 až 1938.

V době Republiky Československé došlo k právnímu návratu ke stříbrnočervené kombinaci barev moravské orlice také vzhledem k tomu, že žlutočervená barva byla spojena s německým fenoménem. Například žlutočervené šachování se objevilo na návrhu znaku tzv. Deutschösterreich v roce 1919 a později ho neúspěšně prosazovali němečtí okupanti do protektorátního znaku.
Proto se občas setkáváme s moravskými barvami v kombinaci žlutá, červená a modrá. Z heraldického hlediska jsou si však všechny tinktury rovnocenné, za polepšení se považovalo přidání symbolu na znak či erb, nikoliv změna tinktury. U zvířecí figury bylo navíc porušeno pravidlo o zvýraznění zbroje, která se kreslí jinou tinkturou, než figura.
Fakt, že barva štítu nemá ve výčtu oficiálních barev chybět potvrzují i základní pravidla heraldiky. "Na list vlajky se dostávají jen pruhy v barvách znaku. U heraldicky jednoduchých znaků se převádějí do pruhů všechny barvy, zatímco u znaků složitějších pouze barvy nejdůležitější. Nejvýznamnější pruh (horní vodorovný nebo první svislý) měl mít barvu figury, další pruh barvu štítu."

## Historie moravských zemských barev
Údaje o konkrétních moravských symbolech jsou staršího data.
Moravský zemský znak je znám od 13. století, kdy se moravská orlice objevuje na pečetích, barevné provedení moravské orlice je však známo až z tzv. Curyšské znakové role z počátku 14. století, kde je na modrém štítu zobrazena červeno-stříbrná (červeno-bílá) šachovaná orlice se zlatou (žlutou) zbrojí (zobákem a pařáty) a zlatou korunou. Od 13. stol. je známo i vyobrazení moravského praporu s červeno-bílou orlicí se žlutou zbrojí na modrém listu praporu. Jsou vyobrazeny na miniaturách moravských markrabat Karla I. (pozdějšího Karla IV.) a jeho synovce Jošta Moravského z rodu Lucemburků. Nejstarší zmínka o moravských praporech v zemských barvách pochází zřejmě z roku 1611, kdy měly při příjezdu krále Matyáše do Prahy oddíly moravské jízdy vedle praporů s moravskými znaky též obdélné modrobílé prapory. Z této doby pocházejí také kokardy v zemských barvách modré a bílé, které nosili moravští stavové při slavnostních příležitostech.
Nejstarším dokladem o užívaných zemských barvách v obecném smyslu v Moravském zemském archivu je pravděpodobně dvorský dekret z 31. července 1807. Tímto dekretem císař, aby podal obzvláštní důkaz své největší milosti, povolil členům stavovského shromáždění za věrnost, kterou prokázali moravští stavové v době nepřátelského vpádu (konkrétně se jednalo o Napoleonův vpád roku 1805) nošení zvláštní uniformy „podle zemských barev“. Uniforma měla být červená, límec a výložky modré „jako chrpa“. Celý oblek měl být vyšit zlatem a opatřen zlatými epoletami („mit goldenen Epaulettes“) a zlatým krumplováním. Takovéhoto stejnokroje užívali moravští stavové do roku 1848.
V této době již naplno probíhala dvojkolejnost v používání moravských zemských barev v souvislosti s privilegiem z roku 1462, které však nebylo moravskými stavy akceptováno (neboť používání privilegia je dobrovolné) a začalo se připomínat až po delší době, zejména moravskými Němci, k nimž se občas přidávali i jiní zastánci privilegia. Používání zemských barev podle privilegia se tedy objevovalo vedle tradičních zemských barev poměrně často, za celou tuto dlouhou dobu se však trvale nevžilo. (Obdobnou vlnu připomínání tohoto z heraldického hlediska problematického privilegia můžeme zaznamenat i v poslední době v souvislosti s aktivitou moravských iniciativ).
Zmínek o zemských barvách v souvislosti s moravským zemským znakem nebo moravským praporem je celá řada. Např. v novém prostonárodním popisu Čech, Moravy a Slezska podle posledního politického a soudního dělení s přídavkem o uherském Slovensku (Praha 1854, str. 193) stojí, že znakem je bíle a červeně kostkovaná vpravo hledící orlice v modrém poli, pročež zemské barvy jsou: modrá, bílá a červená. Stejné údaje mohl čtenář najít i v malé encyklopedii nauk, díl VI. – zeměpis z roku 1846. Z těchto zpráv je možno vysledovat, že další snaha o příklon směrem k barvám podle privilegia neuspěla. Přispěl k tomu i fakt, že usnesení zemského sněmu z roku 1848 nevešlo v platnost, neboť císař je nepodepsal. Navíc tzv. „moravská ústava“ byla zrušena hned v následujícím roce.
Právě na zmíněném tzv. selském sněmu v roce 1848 se rozběhly diskuse o podobě moravského zemského znaku. Vzhledem k tomu, že modrá barva štítu byla mimo diskusi, omezily se diskuse na to, jestli barvy heraldické figury, tedy moravské orlice, mají být červená a stříbrná nebo červená a zlatá.
„Došly nás dotazy, jaké jsou vlastně politické barwy Morawské, zdali bílá (stříbrná) a čerwená, neb žlutá (zlatá) a červená, jelikož mínění o tom jest rozdwojené…“ V dalším textu je popisováno, kterak stavové připomínali privilegium habsburského císaře Friedricha III. za pomoc moravského kontingentu ve vojsku českého krále Jiřího z Poděbrad, kde důvod privilegia popisuje následovně: „Dne 7. pros. t. r. proměnil však císař Friedrich za službu, od Morawanů s králem Jiřím we wálce s Wídňany mu prokázanou, barwu stříbrnou w erbu we zlatou, kteréž barwy pak stawowé až do r. 1791 nepřetržitě užíwali.“ Tato věta usvědčuje Šemberu z omylu, neboť po udělení privilegia se nadále používala orlice s šachováním červeno-stříbrným. Ta byla s převahou i po prvním upozornění na privilegium používána až do 18. století. „Jest tedy barwa politická markrabstwí Morawského zlato-čerweno-modrá, a tou se označiti přísluší obywatelům země této, buďtež Slowané anebo Němci.“

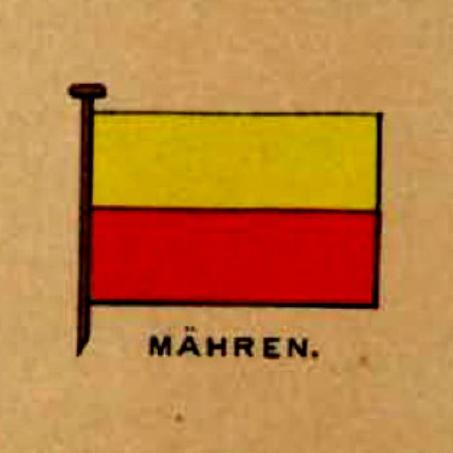
Moravské zemské barvy v publikaci Oesterreich-Ungarn – Fahnen und Farben der Kronländer z roku 1885

V praxi se v druhé polovině 19. století jako moravské barvy hojně užívají žlutá a červená, jak dokládají mnohá dobová vyobrazení a dobový tisk.
"Hned z rána, dříve ještě než hudba procházející městem probouzela z klidného spánku obyvatelstvo, viděti bylo mnohé, kteří procházeli městem a sledovali, kdy z kterého domu vyvěšen bude prapor, kde zavěšena bude jaká výzdoba aneb případné heslo. A bylo vskutku do 6. hodiny ranní celé město oděno v háv slavnostní. Skoro z každého domu vlál prapor, na více domech i po dvou, buď v barvách českých, neb v barvách zemských, které dnes pro Moravu stanoveny jsou na trikoloru žluto-červeno-modrou, jelikož původní barvy země bílo-červeno-modrá, úřady vykládány za nepřípustné a zakazovány proto, že prý značí barvy všeslovanské." Tato zpráva je zajímavá tím, že zachycuje období, kdy prapor a s ním i moravské zemské barvy bílá, červená a modrá přechází na používání praporu v zemských barvách žluté, červené a modré. 
Že modrá jako nezpochybnitelná zemská barva byla mimo diskusi a nebyla tudíž ve sporech o barvy figury zmiňována, je možné vysledovat i ze zprávy z roku 1915. Když byl ředitel zemského archívu Bertold Bretholz požádán o doporučení zemských barev v souvislosti s „ozdobováním budov veřejných škol obecných“, konstatoval, že „za autenthické barvy moravské platí červená a žlutá (zlatá), jež také moravským zemským výborem a moravským guberniem (místodržitelstvím) po celé 19. století za pravé byly uznávány. Jestliže se před tím vedle nich užívalo také barvy červené a bílé, stalo se to asi jenom z neznalosti privileje z roku 1462.“
Vzhledem k tomu, že prapory v podobě pouze bílo-červené se nikdy nepoužívaly jako moravské, ale jako české, je zřejmé, že moravské barvy červená a bílá a červená a žlutá (zlatá), zmíněné Bretholzem, se netýkaly praporu.
Skutečného uznání dle práva se privilegiu zemského znaku dostalo na základě rozhodnutí císaře z 11. října 1915 vyhláškou vydanou ministerským předsedou dne 3. listopadu 1915. Změna tehdy souvisela s dlouho oddalovanou změnou velkého znaku monarchie na základě snahy o demonstraci posílení centralizace.
Do roku 1915 byly moravskými zemskými barvami modrá, červená a bílá. Poté byly na Moravě užívány barvy žlutá, červená a modrá, platily oficiálně do roku 1920, užívány však byly pouze do roku 1918, kdy začala mladá republika používat tzv. legionářský znak.